# Novellettes

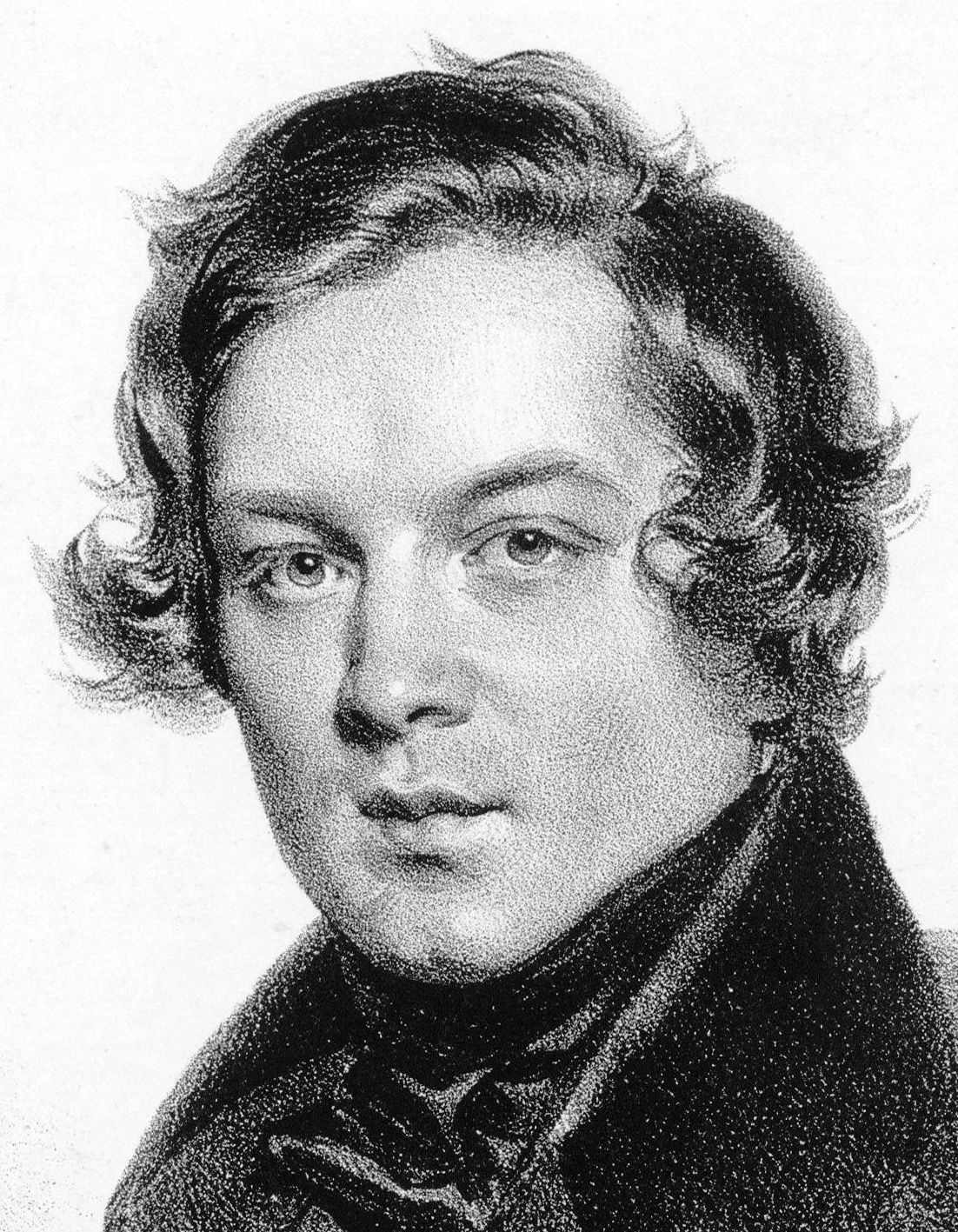
Robert Schumann

Les Novellettes (Novelletten) opus 21 est un cycle de huit pièces pour piano de Robert Schumann. Composé en 1838, cet imposant et virtuose recueil pianistique est dédié au pianiste Adolph von Henselt. L'auteur confie que ce sont : « de longues histoires excentriques, mais d'un seul tenant [...] des badinages, des histoires d'Egmont, des scènes de famille, un mariage, bref rien que les choses les plus chères et les plus aimables ». Organisées sur un plan tonal très élaboré, ces novellettes s'appuient sur le principe du rondo avec refrain et couplet.

## Composition du cycle
1. En fa majeur. Markiert und kräftig (marqué et vigoureux)
2. En ré majeur. Äußerst rasch und mit Bravour (extrêmement rapide et avec bravoure)
3. En ré majeur. Leicht und mit Humor (léger et avec humour)
4. En ré majeur. Ballmässig. Sehr munter (comme au bal, très vif)
5. En ré majeur. Rauschend und festlich (rutilant et festif)
6. En la majeur. Sehr lebhaft, mit vielem Humor (très vif, avec beaucoup d'humour)
7. En mi majeur. Äußerst rasch (extrêmement rapide)
8. En fa dièse mineur. Sehr lebhaft (très vif)